# Szentháromság Evangélikus Főiskola
A Szentháromság Evangélikus Főiskola bölcsészettudományi magánintézmény volt az USA Washington államának Everett városában.
Az intézmény alapítványa (Trinity Education Foundation) ma is létezik; célja a régió keresztény magánintézményeibe járó hallgatók pénzügyi támogatása.

## Története
A Seattle-i Evangélikus Teológiai Intézet 1944-ben nyílt meg a massachusettsi Evangélikus Teológiai Intézet partnerintézményeként, majd attól 1959-ben függetlenedett. Az iskola vallási képzéseket kínált.
A seattle-i iskola 1982-ben akkreditációt szerzett, 1999-ben pedig a négyéves kurzusok elindításával egyidőben felvette mai nevét. A hallgatói létszám csökkenésével az intézmény 2008-ban Everettbe költözött. 2016. január 12-én Dr. Kevin Bates atya közzétette az iskola bezárását felvető nyílt levelét. Az utolsó diplomaosztót május 7-én tartották; ekkor több mint 70 hallgató végzett.

## Everetti campus
A hatszintes épület 2008-ban nyílt meg, ezt 2014-ben kápolnával és további előadótermekkel bővítették. A főiskola bezárása után a létesítményt a Funko vállalat vásárolta meg.

## Fordítás
- Ez a szócikk részben vagy egészben  a   Trinity Lutheran College (Washington) című angol Wikipédia-szócikk ezen változatának fordításán alapul.  Az eredeti cikk szerkesztőit annak laptörténete sorolja fel. Ez a jelzés csupán a megfogalmazás eredetét és a szerzői jogokat jelzi, nem szolgál a cikkben szereplő információk forrásmegjelöléseként.